# Tàngara ornada
La tàngara ornada (Thraupis ornata) és un ocell de la família dels tràupids (Thraupidae).

## Hàbitat i distribució
Habita boscos, clars, vegetació secundària, matolls i ciutats de les terres baixes del sud-est del Brasil.